# Diócesis de Fossombrone
La diócesis de Fossombrone (en latín: Dioecesis Forosemproniensis) era una diócesis católica romana con sede en la comuna de Fossombrone, en el valle del río Metaurus, provincia de Pesaro y Urbino, Italia.
La diócesis de Fossombrone se fundó en el siglo V. El primer obispo fue Settimio. La diócesis de Fossombrone estaba directamente subordinada a la Santa Sede como diócesis sufragánea. El 4 de junio de 1563, la diócesis de Fossombrone quedó subordinada a la archidiócesis de Urbino como diócesis sufragánea.
El 30 de septiembre de 1986, la diócesis de Fossombrone, junto con la diócesis de Cagli y Pergola, fue anexada a la diócesis de Fano por la Dicasterio para los Obispos con el Decreto Instantibus votis, y su territorio incorporado a la diócesis de Fano-Fossombrone-Cagli-Pergola.
En 2000, la archidiócesis de Urbino perdió su estatus de metropolitana y Fossombrone pasó a formar parte de la provincia eclesiástica de Pesaro.
La diócesis de Fossombrone comprendía 43 parroquias y tenía una superficie de 242 km². Tenía 20.100 católicos y 54 sacerdotes.

## Historia

Mapa de la diócesis de Fano-Fossombrone-Cagli-Pergola

El cristianismo fue introducido allí, según Ferdinando Ughelli, por Feliciano de Foligno, aunque no hasta después del bautismo de Constantino el Grande (337). Los martirologios mencionan a varios mártires: Aquilino, Gémino, Gelasio, Magno y Donato, también obispo, Timoteo y su hija (4 de febrero) , pero estas personas pertenecen a otra parte, y no fueron honrados en Fossombrone hasta finales del siglo XVI. El primer obispo de cierta fecha es Inocencio, que estuvo presente en los sínodos del Papa Símaco (504).
En 558, hubo problemas con el papado, debido a la intrusión de una persona llamada Paulino. El Papa Pelagio I escribió al Magister Militum Joannes para que detuvieran al pseudobispo Paulino. En otra carta a los Illustri Viator y Pancracio, ordenó que Paulino fuera llevado a un monasterio al que había sido relegado, lo antes posible. En una tercera carta, ordenó a Basilio y Ocleantino, que eran defensores de Paulino, que cesaran y desistieran de su causa. En una cuarta carta, el Papa solicitó al Magister Joannes que le trajera a Paulino.
Fossombrone fue incluido en la Donación de Pipino, pero permaneció sujeto al Ducado de Spoleto hasta 1198, cuando pasó bajo dominio papal. El Papa Alejandro II, en la bula "Cum in Dei" del 15 de mayo de 1054, definió los límites de la diócesis. El Papa Víctor II (1055-1057) notó el estado empobrecido de la diócesis de Fossombrone y entregó a los obispos la iglesia de S. Giovanni in Sorbitulo con sus ingresos. Parte de los bienes pertenecientes a la iglesia de Sorbitulo, el castillo de Laureto, fue objeto en 1182 de un intento por parte del Prior de Fons Avellana de adquirirlo; el Papa Lucio III nombró a tres cardenales para investigar las reclamaciones y luego tomó la iglesia bajo su protección.
La diócesis fue entonces mantenida en feudo de la Santa Sede por diferentes familias: por la casa de Este (1210–28), la casa de Malatesta (1340-1445), la casa de Montefeltro de Urbino (1445-1631); de 1500 a 1503 reconoció el gobierno de César Borgia.
El 4 de junio de 1563, el Papa Pío IV firmó la bula "Super Universas", por la que elevaba la diócesis de Urbino al estatus de archidiócesis metropolitana. Asignó como sufragáneas a las diócesis de la nueva provincia eclesiástica de Cagli, Sinigaglia, Pesaro, Fossombrone, Montefeltro y Gubbio. Fossombrone ya no dependía directamente del papado.
La catedral de Fossombrone está dedicada al mártir San Maurencio y al obispo Aldebrando. La catedral tenía un preboste, un teólogo, un penitenciario y once canónigos.

### Reorganizaciones diocesanas
Tras el Concilio Vaticano II, y de acuerdo con las normas establecidas en el decreto del concilio, Christus Dominus capítulo 40, Pablo VI ordenó una reorganización de las provincias eclesiásticas en Italia. Ordenó consultas entre los miembros del Dicasterio para los Obispos de la Curia Vaticana, de la Conferencia Episcopal Italiana y de las distintas diócesis interesadas.
El 18 de febrero de 1984, el Vaticano y el Estado italiano firmaron un concordato nuevo y revisado. Sobre la base de las revisiones, el 15 de noviembre de 1984 se publicó un conjunto de Normas, que fueron acompañadas al año siguiente, el 3 de junio de 1985, por una legislación habilitante. Según el acuerdo, se abolió la práctica de que un obispo gobernara dos diócesis separadas al mismo tiempo, "aeque personaliter". El Vaticano continuó las consultas que habían comenzado bajo el Papa Juan XXIII para la fusión de pequeñas diócesis, especialmente aquellas con problemas financieros y de personal, en una diócesis combinada.
El 30 de septiembre de 1986, el Papa Juan Pablo II ordenó que las diócesis de Fano, Fossombrone, Cagli y Pergola se fusionaran en una sola diócesis con un obispo, con el título latino "Dioecesis Fanensis-Forosemproniensis-Calliensis-Pergulana". La sede de la diócesis estaría en Fano, cuya catedral serviría como catedral de la diócesis fusionada. Las catedrales de Fossombrone, Cagli y Pergola tendrían el título honorífico de "concatedral"; cada uno de los Capítulos debía ser un Capitulum Concathedralis. Sólo habría un tribunal diocesano, en Fano, y también un seminario, un colegio de consultores y un consejo de sacerdotes. El territorio de la nueva diócesis incluiría el territorio de las diócesis suprimidas. La nueva diócesis era sufragánea de la archidiócesis de Urbino.
En 2000, Urbino perdió su estatus metropolitano y pasó a formar parte, junto con sus anteriores sufragáneas, de la provincia eclesiástica de Pesaro.

## Obispos de Fossombrone
- Inocente (fl. 504)

...
- Pedro (fl. 876-877)[22]

...
- Reginardo (fl. 967)[23]

...
- Adam (fl. 1036-1044)[24]
- Benedicto (fl. 1049-1070)[25]
- Fulcuino (Fulcino; fl. 1076),[26]

...
- Aldebrando (1119)[27]

...
- Gualfredo (fl. 1140)[28]

...
- Nicolao (1179-1197)[29]
- [Anónimo] (1201- ? )[30]
- Ubertinelo (1217)[31]
- Monaldo (fl. 1219-1228)[32]
- Ricardo (fl. 1243)[33]
- Gentil
- Jacobo de Cluzano (1286-?)
- Monaldo (1296-1303)
- Juan (1304-1317)
- Pedro (Gabrielli; 1317-1327)
- Philippo (1327-1334?)
- Arnaldo (1334-1342)[34]
- Hugolino (1342-1363)
- Galvano (1363-1372)

## Enlaces web
- Diözese/df207 en Catholic-Hierarchy.